# Senegal na Letnich Igrzyskach Olimpijskich 2020
Senegal na Letnich Igrzyskach Olimpijskich 2020 reprezentowało 9 zawodników (6 mężczyzn i 3 kobiety). Był to 15 start reprezentacji Senegalu na letnich igrzyskach olimpijskich.

## Skład kadry

### Judo
| Zawodnik        | Konkurencja | 1/16                | 1/8                 | Ćwierćfinał         | Półfinał            | Repasaże            | Finał / 3.miejsce   | Finał / 3.miejsce | Źródła |
| Zawodnik        | Konkurencja | Przeciwniczka Wynik | Przeciwniczka Wynik | Przeciwniczka Wynik | Przeciwniczka Wynik | Przeciwniczka Wynik | Przeciwniczka Wynik | Pozycja           | Źródła |
| --------------- | ----------- | ------------------- | ------------------- | ------------------- | ------------------- | ------------------- | ------------------- | ----------------- | ------ |
| Mbagnick Ndiaye | +100 kg (m) | Bye                 | Baszajew P 00-10    | NQ                  | NQ                  | NQ                  | NQ                  | 9.                | [ 2 ]  |

### Kajakarstwo górskie
| Zawodnik            | Konkurencja | Eliminacje | Eliminacje | Eliminacje | Eliminacje | Eliminacje | Eliminacje | Półfinały | Półfinały | Finał | Finał   | Pozycja | Źródło |
| Zawodnik            | Konkurencja | P 1        | M.         | P 2        | M.         | Razem      | M.         | Czas      | Miejsce   | Czas  | Miejsce | Pozycja | Źródło |
| ------------------- | ----------- | ---------- | ---------- | ---------- | ---------- | ---------- | ---------- | --------- | --------- | ----- | ------- | ------- | ------ |
| Jean-Pierre Bourhis | C-1 (m)     | 111,16     | 14.        | 110,93     | 16.        | 110,93     | 17.        | NQ        | NQ        | NQ    | NQ      | 17.     | [ 3 ]  |

### Lekkoatletyka
| Zawodnik             | Konkurencja           | Eliminacje | Eliminacje | Półfinał | Półfinał | Finał | Finał   | Źródło |
| Zawodnik             | Konkurencja           | Wynik      | Miejsce    | Wynik    | Miejsce  | Wynik | Miejsce | Źródło |
| -------------------- | --------------------- | ---------- | ---------- | -------- | -------- | ----- | ------- | ------ |
| Louis François Mendy | 110 m przez płotki(m) | 13,84      | 7.         | NQ       | NQ       | NQ    | NQ      | [ 4 ]  |

### Pływanie
| Zawodnik        | Konkurencja          | Eliminacje | Eliminacje | Półfinał | Półfinał | Finał | Finał   | Źródło |
| Zawodnik        | Konkurencja          | Czas       | Miejsce    | Czas     | Miejsce  | Czas  | Miejsce | Źródło |
| --------------- | -------------------- | ---------- | ---------- | -------- | -------- | ----- | ------- | ------ |
| Steven Aimable  | 100 m motylkowym (m) | 53,64      | 49.        | NQ       | NQ       | NQ    | NQ      | [ 5 ]  |
| Jeanne Boutbien | 100 m dowolnym (k)   | 59,27      | 46.        | NQ       | NQ       | NQ    | NQ      | [ 6 ]  |

### Strzelectwo
| Zawodnik     | Konkurencja | Kwalifikacje | Kwalifikacje | Finał | Finał   | Źródło      |
| Zawodnik     | Konkurencja | Wynik        | Pozycja      | Wynik | Pozycja | Źródło      |
| ------------ | ----------- | ------------ | ------------ | ----- | ------- | ----------- |
| Chiara Costa | skeet (k)   | 108          | 28.          | NQ    | NQ      | [ 7 ] [ 8 ] |

### Szermierka
| Zawodnik            | Konkurencja              | 1/32             | 1/16             | 1/8              | Ćwierćfinały     | Półfinały        | Finał/o 3. miejsce | Finał/o 3. miejsce | Źródło |
| Zawodnik            | Konkurencja              | Przeciwnik Wynik | Przeciwnik Wynik | Przeciwnik Wynik | Przeciwnik Wynik | Przeciwnik Wynik | Przeciwnik Wynik   | Pozycja            | Źródło |
| ------------------- | ------------------------ | ---------------- | ---------------- | ---------------- | ---------------- | ---------------- | ------------------ | ------------------ | ------ |
| Ndèye Binta Diongue | szpada indywidualnie (k) | Bye              | Lin Sheng P 6-15 | NQ               | NQ               | NQ               | NQ                 | 30.                | [ 9 ]  |

### Tenis stołowy
| Zawodnik      | Konkurencja        | Eliminacje       | Runda 1          | Runda 2          | Runda 3          | 1/8 finału       | Ćwierćfinały     | Półfinały        | Finał            | Finał   | Źródło |
| Zawodnik      | Konkurencja        | Przeciwnik Wynik | Przeciwnik Wynik | Przeciwnik Wynik | Przeciwnik Wynik | Przeciwnik Wynik | Przeciwnik Wynik | Przeciwnik Wynik | Przeciwnik Wynik | Pozycja | Źródło |
| ------------- | ------------------ | ---------------- | ---------------- | ---------------- | ---------------- | ---------------- | ---------------- | ---------------- | ---------------- | ------- | ------ |
| Ibrahima Diaw | gra pojedyncza (m) | Bye              | Chew P 2-4       | NQ               | NQ               | NQ               | NQ               | NQ               | NQ               | 49.     | [ 10 ] |

### Zapasy
| Zawodnik     | Konkurencja                | Kwalifikacje     | 1/8              | Ćwierćfinał      | Półfinał         | Repesaż 1          | Finał            | Finał   | Źródło |
| Zawodnik     | Konkurencja                | Przeciwnik Wynik | Przeciwnik Wynik | Przeciwnik Wynik | Przeciwnik Wynik | Przeciwnik Wynik   | Przeciwnik Wynik | Pozycja | Źródło |
| ------------ | -------------------------- | ---------------- | ---------------- | ---------------- | ---------------- | ------------------ | ---------------- | ------- | ------ |
| Adama Diatta | -65 kg mężczyzn styl wolny | N/A              | Əliyev P 0-4     | NQ               | NQ               | Nijazbiekow P 1-10 | NQ               | 16.     | [ 11 ] |